# دايرون روبلز
دايرون روبلز (بالإسبانية: Dayron Robles) مواليد 19 نوفمبر 1986 في كوبا، هو قافز حواجز كوبي متخصص في 110 متر حواجز. أفضل رقم شخصي له هو 12.87 ث. مثل بلاده في الأولمبياد وحصل على الميدالية الذهبية.

## الميداليات
| الميدالية | المسابقة                                    |
| --------- | ------------------------------------------- |
| ذهبية     | الألعاب الأولمبية الصيفية 2008              |
| ذهبية     | بطولة العالم لألعاب القوى داخل الصالات 2010 |
| فضية      | بطولة العالم لألعاب القوى داخل الصالات 2006 |
| ذهبية     | دورة الألعاب الأمريكية 2007                 |
| ذهبية     | دورة الألعاب الأمريكية 2011                 |
| فضية      | بطولة العالم للناشئين لألعاب القوى 2004     |
| ذهبية     | بطولة أمريكا لألعاب القوى للناشئين 2005     |

## روابط خارجية
- دايرون روبلز على موقع الاتحاد الدولي لألعاب القوى (الإنجليزية)
- دايرون روبلز على موقع الدوري الماسي (الإنجليزية)
- دايرون روبلز على موقع اللجنة الأولمبية الدولية (الإنجليزية)
- دايرون روبلز على موقع أوليمبيديا (الإنجليزية)